# Wizyta ad limina

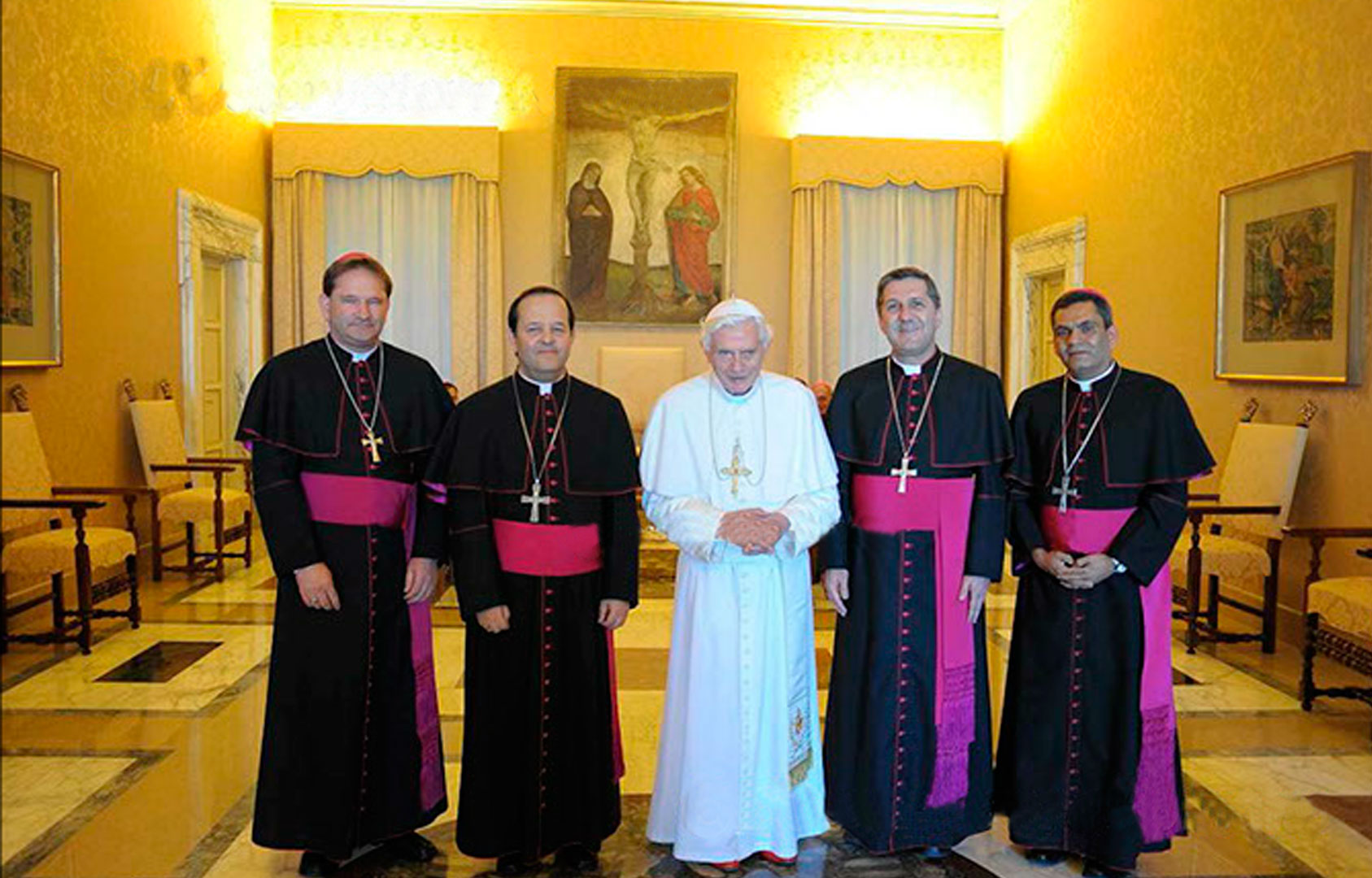
Papież Benedykt XVI oraz Biskupi Medellín podczas wizyty ,,ad limina".

Wizyta ad limina, dokładnie: ad limina apostolorum (łac. do progów (grobów) apostołów) – termin w Kościele katolickim, który oznacza zobowiązanie (regulowane prawem kościelnym) niektórych członków hierarchii kościelnej (biskupów) do odwiedzenia w ustalonym czasie (co pięć lat), grobów świętych apostołów Piotra i Pawła oraz przedstawienia papieżowi sprawozdania odnośnie do stanu swoich diecezji. Celem jest równocześnie umocnienie więzi z następcą św. Piotra, głową kościoła, uznanie jego zwierzchnictwa, przyjęcie jego rad i zaleceń.